# Джовани Батиста Перголези
Вижте пояснителната страница за други личности с името Джовани.
Джовани Батиста Перголези (на италиански: Giovanni Battista Pergolesi) е италиански композитор, цигулар и органист.

## Биография
Роден е в Йези през 1710 г., където изучава музика до преместването си в Неапол през 1725 г. По-голямата част от живота си работи при благородниците в града.
Перголези написва повече от 10 опери и няколко интермедии, като най-популярни са „Слугинята господарка“, която първоначално е била сценка в антракта на неговата опера серия „Гордият пленник“, а после той я допълва и я прави самостоятелна опера и „Ливиета и Траколо“, с което се причислява към най-значимите италиански композитори в този стил. С написването на „Слугинята господарка“, която рязко се отличава от всички подобни произведения от този род, създадени дотогава, става основоположник на създаването на опера-буфа - опера комедия. Композира и доста сакрални творби, като най-известното му произведение е „Стабат матер“, написано за двама солисти и оркестър. Създава и няколко инструментални произведения.
Умира от туберкулоза на 16 март 1736 г., на 26-годишна възраст.

## Избрани творби

### Опери
- La conversione e morte di San Guglielmo, лято 1731, манастир Sant'Agnello Maggiore, Неапол
- La Salustia, януари 1732, Teatro San Bartolomeo, Неапол
- Lo frate 'nnamorato, 27 септември 1732, Teatro dei Fiorentini, Неапол
- Il prigionier superbo, съдържа интермецо La serva padrona, 28 август 1733, Teatro San Bartolomeo, Неапол
- Adriano in Siria, съдържа интермецо Livietta e Tracollo, 25 октомври 1734, Teatro San Bartolomeo, Неапол
- L'Olimpiade, януари 1735, Teatro Tordinona, Рим
- Il Flaminio, есен 1735, Teatro Nuovo, Неапол